# Eskom

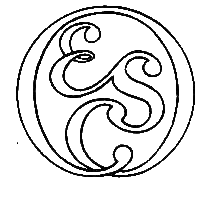

Eskom Hld SOC Ltd of Eskom (Afrikaans: Elektrisiteitsvoorsieningskommissie) is een Zuid-Afrikaans openbaar elektriciteitsbedrijf. Eskom werd in 1923 opgericht als de Elektriciteitsvoorzieningscommissie (ESCOM). Eskom vertegenwoordigt Zuid-Afrika in de Southern African Power Pool. Het nutsbedrijf is de grootste elektriciteitsproducent in Afrika en behoorde tot de top van de nutsbedrijven ter wereld wat betreft opwekkingscapaciteit en verkoop. Het is het grootste staatsbedrijf van Zuid-Afrika. Eskom exploiteert een aantal opmerkelijke energiecentrales, waaronder de Matimba-krachtcentrale en de Medupi-krachtcentrale in Lephalale, de Kusile-krachtcentrale in Witbank, de Kendal-krachtcentrale en de Koeberg-kerncentrale in de provincie West-Kaap, de enige kerncentrale in Afrika.
Het bedrijf is onderverdeeld in productie-, transmissie- en distributiedivisies, en samen genereert Eskom ongeveer 95% van de elektriciteit die in Zuid-Afrika wordt gebruikt, wat neerkomt op ~45% die in Afrika wordt gebruikt, en stoot 42% van de totale uitstoot van broeikasgassen in Zuid-Afrika uit. Door in 2019 1,6 miljoen ton zwaveldioxide in de lucht te lozen, is Eskom ook de grootste uitstoter van zwaveldioxide in de energiesector ter wereld. Eskom heeft sinds januari 2008 regelmatig black-outs ingevoerd, een praktijk die door de voormalige president Thabo Mbeki wordt toegeschreven aan fundamenteel plichtsverzuim. De implementatie van nieuwe opwekkingscapaciteit tijdens deze periode ging gepaard met vertragingen en kostenoverschrijdingen, waardoor het nutsbedrijf op de rand van een faillissement stond. In 2019 werd aangekondigd dat Eskom zou worden opgesplitst in drie verschillende nationale entiteiten vanwege enorme schulden en een slechte leveringsbetrouwbaarheid.
Op de Klimaatconferentie van de Verenigde Naties in 2021 werd een overeenkomst aangekondigd voor de ontwikkelde landen om de transitie van Zuid-Afrika van steenkoolenergie naar hernieuwbare energie te financieren. De werkgelegenheid in de mijnbouwsector bedreigt deze transitie echter.